# 福住 (江東区)
福住（ふくずみ）は、東京都江東区の地名で、旧深川区に当たる深川地域内である。現行行政地名は福住一丁目および福住二丁目。住居表示実施済区域。

## 概要
主に商業地の面を持ち、歴史ある深川の名称を冠称し「深川福住」として親しまれている町である。現在江東区深川地域内で数少ない深川を冠称した町会名を採用している（深川福住町会）。

## 地理
深川地域の西部に位置する。
河川・橋
- 仙台堀川
  - 清澄橋
- 大島川
  - 松永橋
  - 元木橋
  - 緑橋
  - 御船橋

## 歴史
かつては隅田川の河口の洲で、江戸時代に埋め立てられた。網打場（深川七場所の一。真景累ヶ淵にも登場する）、石置場、材木置場などがあったが、次第に町屋に発展していった。集散地として米蔵が多く置かれ、荷役人夫である仲仕が多く住んでいた。現在も町域内には倉庫が多い。江戸時代中期の儒学者・政治家である新井白石が引退後、福住一丁目9番の辺り（当時、深川一色町）に妻と共に仮寓していたことがある。
福住一丁目は、1931年（昭和6年）の町名地番整理の際に、伊沢町、一色町、黒江町、松村町が合併されてできた深川福住町一丁目が元となった。福住二丁目は、永堀町、大住町、東永代町、材木町が合併されてできた深川福住町二丁目が元となった。1969年（昭和44年）に新たに住居表示が施行され、現在の福住一丁目、福住二丁目となった。
地名の由来は、「既にあった深川福住町が1931年（昭和6年）の住居表示変更の際に、永代二丁目になるので、名を頂戴した」という説が有力とされる。

## 世帯数と人口
2023年（令和5年）1月1日現在（東京都発表）の世帯数と人口は以下の通りである。
| 丁目       | 世帯数    | 人口    |
| ---------- | --------- | ------- |
| 福住一丁目 | 977世帯   | 1,325人 |
| 福住二丁目 | 666世帯   | 1,262人 |
| 計         | 1,643世帯 | 2,587人 |

### 人口の変遷
国勢調査による人口の推移。
| 年                 | 人口  |
| ------------------ | ----- |
| 1995年（平成7年）  | 1,547 |
| 2000年（平成12年） | 1,918 |
| 2005年（平成17年） | 2,152 |
| 2010年（平成22年） | 2,163 |
| 2015年（平成27年） | 2,248 |
| 2020年（令和2年）  | 2,520 |

### 世帯数の変遷
国勢調査による世帯数の推移。
| 年                 | 世帯数 |
| ------------------ | ------ |
| 1995年（平成7年）  | 698    |
| 2000年（平成12年） | 903    |
| 2005年（平成17年） | 1,001  |
| 2010年（平成22年） | 1,073  |
| 2015年（平成27年） | 1,222  |
| 2020年（令和2年）  | 1,535  |

## 学区
区立小・中学校に通う場合、学区は以下の通りとなる（2023年4月時点）。
| 丁目       | 番地 | 小学校             | 中学校                 |
| ---------- | ---- | ------------------ | ---------------------- |
| 福住一丁目 | 全域 | 江東区立明治小学校 | 江東区立深川第二中学校 |
| 福住二丁目 | 全域 | 江東区立明治小学校 | 江東区立深川第二中学校 |

## 事業所
2021年（令和3年）現在の経済センサス調査による事業所数と従業員数は以下の通りである。
| 丁目       | 事業所数  | 従業員数 |
| ---------- | --------- | -------- |
| 福住一丁目 | 84事業所  | 608人    |
| 福住二丁目 | 28事業所  | 1,338人  |
| 計         | 112事業所 | 1,946人  |

### 事業者数の変遷
経済センサスによる事業所数の推移。
| 年                 | 事業者数 |
| ------------------ | -------- |
| 2016年（平成28年） | 87       |
| 2021年（令和3年）  | 112      |

### 従業員数の変遷
経済センサスによる従業員数の推移。
| 年                 | 従業員数 |
| ------------------ | -------- |
| 2016年（平成28年） | 1,939    |
| 2021年（令和3年）  | 1,946    |

## 施設
企業
- 東京電力福住変電所
- ファインケミカルジャパン 本社

## 交通
道路
- 東京都道475号永代葛西橋線（葛西橋通り）

首都高・出入口
- 首都高速9号深川線
- 福住出入口

## その他

### 日本郵便
- 郵便番号 : 135-0032[3]（集配局 : 深川郵便局[15]）。

### 行政
- 深川警察署 - 同町周辺の管轄に当たる。（所在地：木場）
- 深川消防署 - 同町周辺の管轄に当たる。（所在地：木場）